# الضبير (السبرة)

تعديل مصدري - تعديل

الضبير محلة تابعة لقرية التربة، التابعة لعزلة التربة بمديرية السبرة إحدى مديريات محافظة إب في الجمهورية اليمنية، بلغ تعداد سكانها 54 حسب تعداد اليمن لعام 2004.